# Першотравневий (Чернігівський район)
Першотравневий — хутір, розташований за 5 км від Новомихайлівки в напрямку Остриківки. Заснований у 1929 році переселенцями з с. Новомихайлівка.
Усього було наділено 40 планів, але зайнято лише 25. Існувала й інша назва — Іваненківський хутір за назвою балки, де він розташовувався. У період колективізації в с. Новомихайлівка було утворено кілька колгоспів. У південно-західній частині Новомихайлівки в 1930 році утворили колгосп «Жовтень» й на хуторі Першотравнений розміщалась 5-та бригада цього колгоспу. У період укрупнення колгоспів і сіл в 1939 році хутір припинив своє існування як адміністративно-територіальна одиниця. Жителі хутора повернулися в Новомихайлівку.